# Snake-Range-Nationalpark
Der Snake-Range-Nationalpark (englisch Snake Range National Park) ist ein 26,9 Quadratkilometer großer Nationalpark in Queensland, Australien.

## Lage
Er liegt in der Region Fitzroy etwa 660 Kilometer nordwestlich von Brisbane und 310 Kilometer westlich von Rockhampton. Die nächstgelegene Stadt ist Emerald. Von hier erreicht man den Park über den Gregory Highway bis Springsure und weiter über die Dawson Developmental Road Richtung Westen. Nach etwa 26 Kilometern kann man über einen unbefestigten Track nach Nordwesten den Park erreichen. Dort gibt es keine Besuchereinrichtungen.
In der Nachbarschaft liegen die Nationalparks Minerva-Hills, Albinia und Carnarvon.

## Flora und Fauna
Der Park schützt bis zu 580 Meter hoch gelegenen, trockenen Eukalyptuswald auf der Hügelkette der Snake Range.
Hier sind die gefährdeten Golden-tailed Geckos (Strophurus taenicauda) aus der Familie der Doppelfingergeckos, sowie die ebenfalls gefährdeten Acacia pubicosta aus der Familie der Mimosengewächse heimisch.